# Buse de Harris
Parabuteo unicinctus
Pour les articles homonymes, voir Harris.
Espèce
Statut de conservation UICN

 LC  : Préoccupation mineure
Statut CITES
La Buse de Harris (Parabuteo unicinctus), également appelée buse à ailes marron ou buse à croupion blanc, est une espèce d'oiseaux de la famille des Accipitridés. Elle peut aussi être surnommée le petit aigle du Mexique à cause de sa répartition et d'une certaine ressemblance avec l'Aigle royal.
Le nom de cet oiseau commémore l'ornithologue américain Edward Harris (1799-1863).

## Description

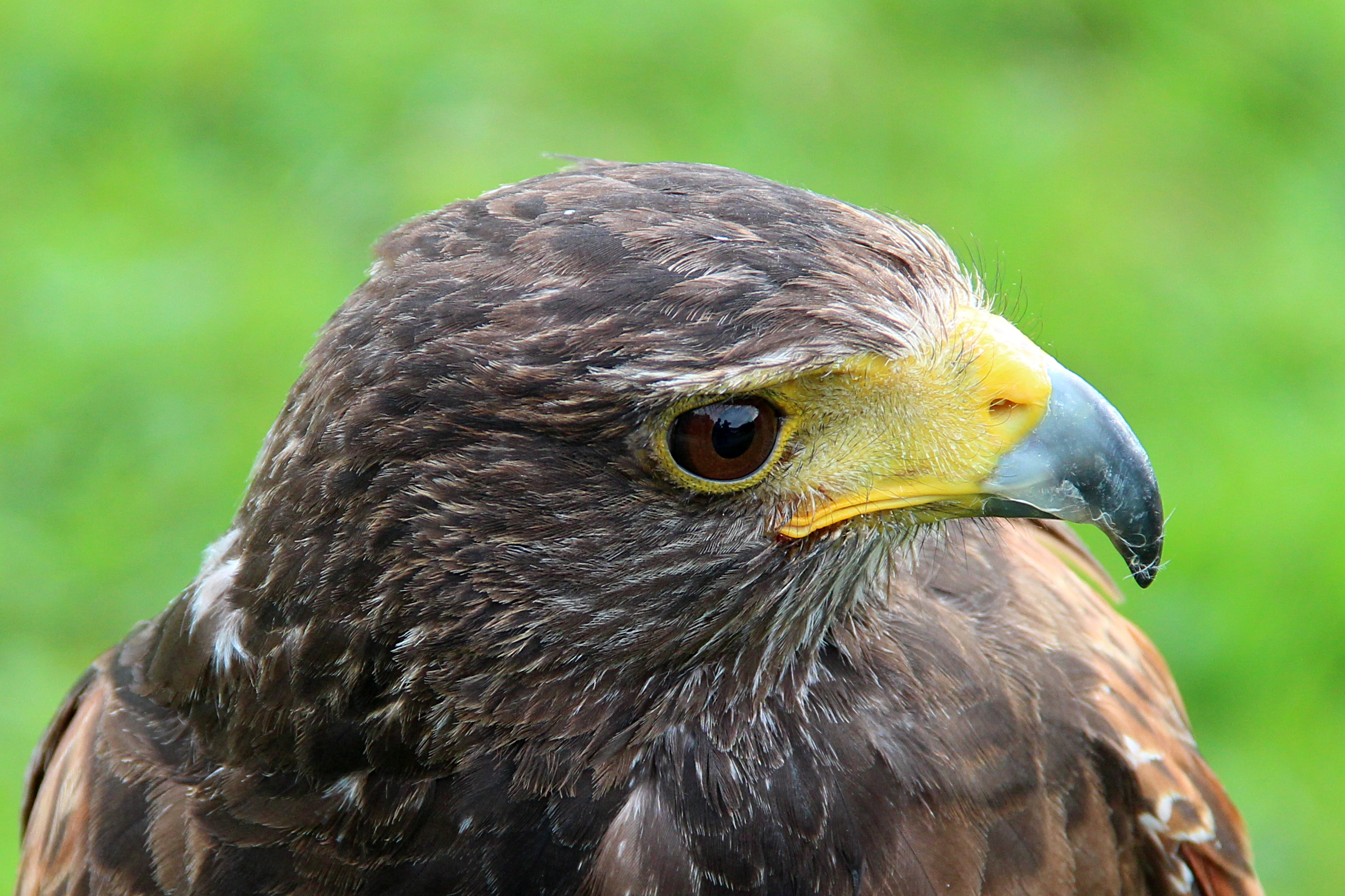

La buse de Harris mesure de 46 à 59 cm de long avec une envergure de 103 à 119 cm. Son plumage est brun, ses épaulettes et cuisses sont roux foncé. Elle a le bout de queue et le croupion blancs.
Même si elle est capable de s'attaquer à des oiseaux, elle va souvent préférer s'attaquer dans la nature à des rongeurs de petite taille et à des reptiles.
Son espérance de vie est d'environ 10 ans dans la nature et peut aller jusqu'au double en captivité.

## Comportement
La chasse se pratique de façon collective, le plus souvent par groupes de quatre à six oiseaux agissant de manière coordonnée pour prospecter le terrain et y circonvenir leurs proies. Le groupe est basé sur un couple dominant, qui va coordonner les actions du groupe. Le mâle dominant va être l'oiseau responsable du repérage de la proie. Les membres du groupe vont ensuite prendre en chasse la proie et la rabattre vers la femelle alpha. Celle-ci, étant l'oiseau le plus puissant du groupe, va donc mettre à mort l'animal. La hiérarchie dans le groupe n'est pas fixe et les mâles peuvent entrer en concurrence pour impressionner la femelle et ainsi obtenir ses faveurs. Les buses chassent en groupe de 2 à 6 individus, la base du groupe, afin que celui-ci soit efficace étant de 3 individus. Ce comportement  permet ainsi aux buses du groupe de chasser des animaux plus gros qu'elles.
Il s'agit de la seule espèce connue de rapaces chassant en meute, qui se renouvelle tous les ans. Les jeunes de l'année apprennent en participant aux actes de chasse et les jeunes adultes, après 2 ou 3 ans s'émanciperont afin de former un groupe à leur tour.

## Liens avec l'Homme
La Buse de Harris est un oiseau très apprécié en fauconnerie, même si son utilisation est très récente. Elle a en effet été importée en Europe durant les années 1980. Rapace faisant preuve de férocité avec ses proies, il est cependant très patient et clément avec son fauconnier contrairement à d'autres espèces plus susceptibles. Cela vient en partie du fait que ce rapace vit dans des groupes sociaux où les interactions sociales sont obligatoires. Certaines autres espèces, comme les aigles, vivant de manière plus solitaire, acceptent bien moins les interactions tactiles avec un humain. C'est pour cela que la buse est très appréciée des fauconniers débutants. Cependant, il faut faire attention car un oiseau élevé seul par un fauconnier ne sera pas aussi bien dans sa peau qu'un oiseau qui sera maintenu dans un groupe comme dans la nature.
Cet oiseau est apprécié pour la chasse. Elle est d'ailleurs une des neuf espèces d'oiseaux considérées comme une arme de chasse en France. Elle va être utilisée pour chasser de la plume (oiseaux) et du poil (mammifères), surtout les lièvres et les lapins. Cependant, comme il s'agit d'oiseau curieux et docile, elle est aussi apprécié pour la fauconnerie de loisir.

## Répartition et sous-espèces
Cet oiseau est répandu en Amérique latine. On va la retrouver du Sud des États-Unis jusqu'au sud de l'Amérique du Sud
D'après la classification de référence (version 14.1, 2024) de l'Union internationale des ornithologues, la Buse de Harris possède 2 sous-espèces (ordre philogénique) :
- Parabuteo unicinctus harrisi (Audubon, 1837) : du sud-ouest des États-Unis à l'ouest de la Colombie, l'Équateur et le Pérou ;
- Parabuteo unicinctus unicinctus (Temminck, 1824)	: de l'est de la Colombie et le Venezuela au nord de l'Argentine et le sud du Chili.